# Wagane Faye
Wagane Faye (20 november 1993) is een Senegalees voetballer die sinds 2016 uitkomt voor RFC Seraing.

## Clubcarrière
Faye maakte in 2016 de overstap van AS Génération Foot naar de Belgische derdeklasser RFC Seraing. In 2020 promoveerde Faye met de club naar Eerste klasse B. Daar kwam hij minder aan spelen toe dan voorheen: in de reguliere competitie speelde hij slechts 12 van de 28 wedstrijden. Desondanks startte Faye, die na één seizoen in 1B meteen doorpromoveerde naar de Jupiler Pro League, het seizoen 2021/22 als aanvoerder van Seraing.

## Clubstatistieken
| Seizoen         | Club            | Land            | Competitie             | Competitie | Competitie | Beker | Beker | Supercup | Supercup | Europees | Europees | Totaal | Totaal |
| Seizoen         | Club            | Land            | Competitie             | Wed.       | Dlp.       | Wed.  | Dlp.  | Wed.     | Dlp.     | Wed.     | Dlp.     | Wed.   | Dlp.   |
| --------------- | --------------- | --------------- | ---------------------- | ---------- | ---------- | ----- | ----- | -------- | -------- | -------- | -------- | ------ | ------ |
| 2016/17         | RFC Seraing     | Vlag van België | Eerste klasse amateurs | 26         | 1          | 0     | 0     | —        | —        | —        | —        | 26     | 1      |
| 2017/18         | RFC Seraing     | Vlag van België | Eerste klasse amateurs | 22         | 0          | 2     | 0     | —        | —        | —        | —        | 24     | 0      |
| 2018/19         | RFC Seraing     | Vlag van België | Eerste klasse amateurs | 27         | 1          | 1     | 0     | —        | —        | —        | —        | 28     | 1      |
| 2019/20         | RFC Seraing     | Vlag van België | Eerste klasse amateurs | 20         | 1          | 4     | 0     | —        | —        | —        | —        | 24     | 1      |
| 2020/21         | RFC Seraing     | Vlag van België | Eerste klasse B        | 12         | 1          | 1     | 0     | —        | —        | —        | —        | 15     | 1      |
| 2021/22         | RFC Seraing     | Vlag van België | Eerste klasse A        | 13         | 0          | 2     | 0     | —        | —        | —        | —        | 15     | 0      |
| Carrière totaal | Carrière totaal | Carrière totaal | Carrière totaal        | 120        | 4          | 10    | 0     | 0        | 0        | 0        | 0        | 130    | 4      |

Bijgewerkt op 8 november 2021.
1 Valkenaers ·
3 Gilot ·
4 Faye  ·
5 Corneillie ·
7 Gobitaka ·
8 Gueulette ·
9 Guindo ·
10 Pau ·
11 Liongola ·
12 Loiseaux ·
13 Maisonneuve ·
14 Belkheir ·
15 Lahssaini ·
21 Peano ·
23 Ito ·
25 Lamego ·
26 Bongiovanni ·
27 Eyongo ·
28 Botella ·
31 Camara ·
38 Diallo ·
44 Klomp ·
49 Hoedaert ·
51 Sidibe ·
70 Nagera ·
71 Monteiro ·
98 Maës ·
Coach: Taquin